# 土库曼斯坦宪法
《土库曼斯坦宪法》于1992年5月18日通过，是土库曼斯坦的国家最高法律（见宪法第5条）。宪法在序言中强调土库曼人的民族自决权，以及法治精神和公民权利。
1992年宪法于1995年、1999年、2003年、2006年进行了修订，于2008年9月26日再次修订，废除2,500名成员组成的人民委员会（Halk Maslahaty）并将民选议会（Mejlis）成员从65人增加到125人，新宪法于2016年9月14日通过。每年5月18日是土库曼斯坦的国旗宪法日。

## 宪法历史

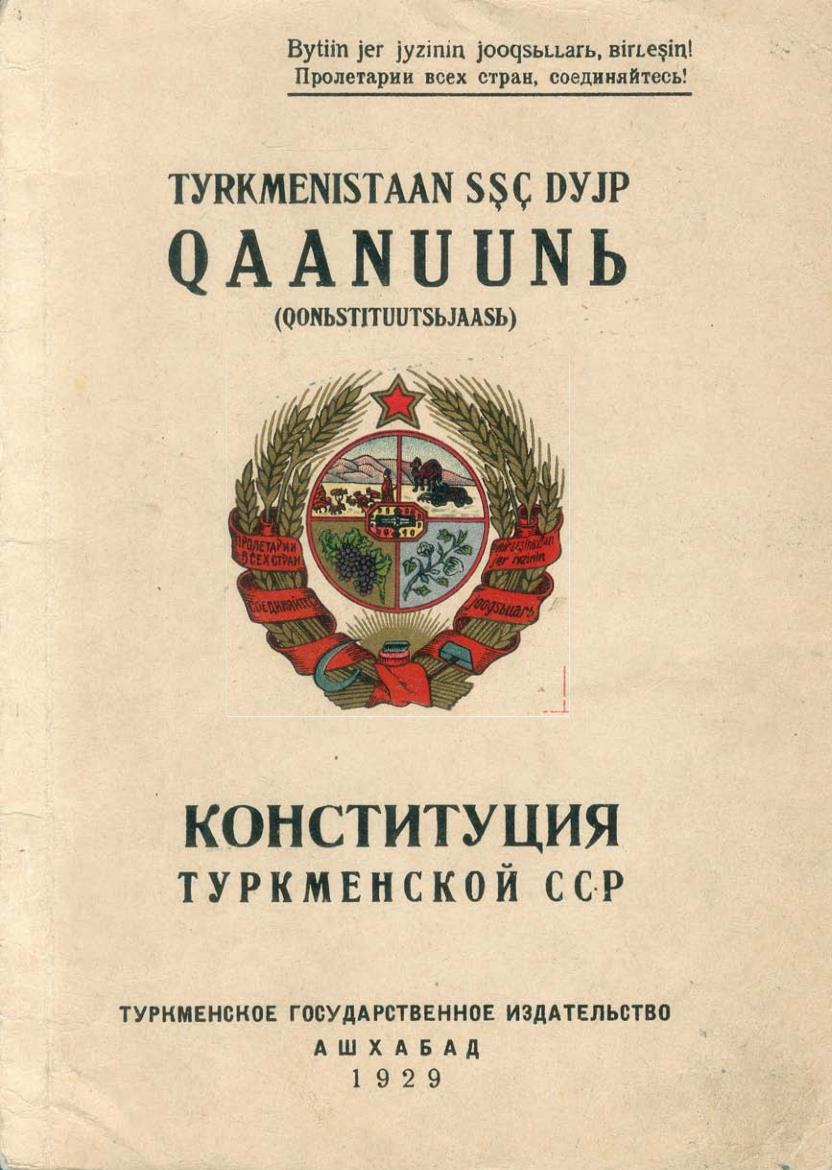
土库曼苏维埃社会主义共和国宪法，1929

土库曼斯坦前身为苏联的加盟共和国，土库曼斯坦苏维埃社会主义共和国时期共有三部宪法，分别于1927年、1937年和1978年颁布，最后被土库曼斯坦现代宪法所取代，现行宪法于1992年生效

## 概述
下文中（1992:xx）意为1992年宪法第xx条。

### 第1节
2008年宪法第1章有17条（包括1992年宪法中的15条）。第1条将土库曼斯坦描述为世俗民主和总统制共和国，国家主权和领土完整不可分割不可侵犯。第3条宣布，个人权利尊严受国家保护。第8条规定，根据现行法律和国际协定，外国居民和非土库曼斯坦公民享有与土库曼斯坦公民相同的权利，具体罗列的权利包括财产权（第9条）和宗教自由（第12条；1992:11）。
宪法第4条认可权力分立，尤其坚持司法独立。第14条（1992:13）规定土库曼语为官方语言，第17条（1992:15）确认阿什哈巴德为国家首都。
2008年宪法增加两个新条款。第10条承诺，坚持市场经济，同时鼓励中小企业发展。第16条明确国家的行政区划为州、州级直辖市，区、区级镇，区辖镇以及各级村庄（取代1992:47）。

### 第2节
第2节概述个人和公民权利。
公民权利和政治权利包括平等权（第19条；1992:17）、性別平等（第20条；1992:18）、免于残忍和异常惩罚的自由（第23条；1992:21）、行动自由（第26条；1992:24)。
社会和经济权利包括工作权（第33条；1992:31）、休息权（第34条；1992:32）、受教育权（第38条；1992:35）。其他社会权利包括医疗保健权、养老金权和残疾福利权（第35、37条；1992:33、34）。2008年宪法中增加新条款（第36条）确立了环境质量权，并规定国家有责任保护自然资源和自然环境。
第21条(1992:19)规定，个人权利和自由的行使不应侵犯其他个人的权利和自由，并且可以出于道德、法律和公共秩序的考虑而受到限制。第22条宣布人人享有生命权，土库曼斯坦废除死刑。此前1992年宪法中允许死刑，但只适用于“最严重的罪行”（第20条），该条款随后被1999年废除死刑的总统令废止。最后，第2节列出了公民的一些义务，包括服兵役（第41条；1992:38）和纳税（第42条；1992:39）。

### 第3节
第3节介绍了土库曼斯坦的政府机构。国家权力属于总统、议会（Meijis）、部长内阁和最高法院（第48条）。土库曼斯坦人民委员会（Halk Maslahaty）在1992年宪法（第3节第2章）中占有重要地位，在2008年宪法中被废除。
2008年宪法第50-58条（1992:54-61）描述了土库曼斯坦总统的权力。总统是国家元首，也是政府首脑（第50条）。总统负责土库曼斯坦的外交政策，是该国军队总司令（第53条）。除了签署由议会颁布的法律，他也可以颁布在土库曼斯坦具有法律效力的总统令（第54条）。